# 재키 오설리번
재키 오설리번(영어: Jacquie O'Sullivan, 1960년 8월 7일 ~ )는 잉글랜드의 가수로 바나나라마의 전 멤버이다.